# Elton Hill
Der Elton Hill ist ein markanter, felsiger und 1000 m hoher Hügel im südlichen Grahamland auf der Antarktischen Halbinsel. Er ragt am südöstlichen Rand des Meridian-Gletschers auf, wo sich dieser mit dem Clarke-Gletscher verbindet.
Entdeckt und aus der Luft fotografiert wurde der Hügel im November 1947 bei der US-amerikanischen Ronne Antarctic Research Expedition (1947–1948). Der Falkland Islands Dependencies Survey nahm im Dezember 1958 Vermessungen vor. Das UK Antarctic Place-Names Committee  benannte ihn 1962 nach dem britischen Seefahrer John Elton († 1751), der 1732 einen künstlichen Horizont für den Einsatz in Quadranten und Sextanten erfand.